# What the Hell
«What the Hell» — первый сингл с четвертого альбома Аврил Лавин Goodbye Lullaby, который вышел в январе 2011 года.

## Предыстория
10 ноября 2010 года Лавин написала новый пост в своем блоге, в котором сообщалось, что новый альбом был готов ещё год назад, но звукозаписывающая компания решила издать его только сейчас. Она сказала, что видеоклип к первому синглу — What the Hell — будет снят в ноябре—декабре, а выйдет в январе 2011 года. Премьера песни состоялась ночью 31 декабря 2010 года в программе Dick Clark's New Year's Rockin' Eve with Ryan Seacrest. Также она стала доступной для скачивания на официальной странице Лавин в Facebook.

## Видеоклип
Видеоклип должен был сниматься в течение двух недель в ноябре, однако, судя по сообщениям Лавин в Твиттере, съемки продлились до декабря. Он был снят в формате 3D. Режиссёром клипа стал Маркус Рэбой. Премьера клипа состоялась 23 января 2011 года на телеканале ABC Family во время показа фильма Дрянные девчонки 2.
В интернете видеоклип критиковали из-за наличия рекламы духов «Black Star» и «Forbidden Rose» (всю продукцию выпускала сама Аврил).

## Список композиций
Слова и музыка всех песен — Avril Lavigne, Max Martin, Shellback.
| №  | Название                       | Продюсер              | Длительность |
| -- | ------------------------------ | --------------------- | ------------ |
| 1. | «What the Hell» (main version) | Max Martin, Shellback | 3:39         |
| 2. | «What the Hell» (instrumental) | Max Martin, Shellback | 3:39         |

## Чарты

### Еженедельные чарты
| Чарт                                | Высшая позиция |
| ----------------------------------- | -------------- |
| Австралия (ARIA)                    | 6              |
| Бельгия/Фландрия (Ultratop 50)      | 16             |
| Бельгия/Валлония (Ultratop 50)      | 13             |
| Великобритания (OCC UK Singles)     | 16             |
| Венгрия (Rádiós Top 40)             | 5              |
| Ирландия (IRMA)                     | 30             |
| Италия (FIMI)                       | 15             |
| Канада (Billboard Canadian Hot 100) | 8              |
| Нидерланды (Dutch Top 40)           | 30             |
| Новая Зеландия (Recorded Music NZ)  | 5              |
| Словакия (Rádio — Top 100)          | 8              |
| США (Billboard Adult Pop Airplay)   | 12             |
| США (Billboard Pop Airplay)         | 8              |
| США (Billboard Hot 100)             | 11             |
| США (Billboard Digital Song Sales)  | 6              |
| Франция (SNEP)                      | 18             |
| Чехия (Rádio — Top 100)             | 2              |
| Швеция (Sverigetopplistan)          | 51             |
| Шотландия (OCC Scotland)            | 16             |
| Япония (Billboard Japan Hot 100)    | 2              |

## Сертификации и продажи
| Регион | Сертификация  | Продажи   |
| --- | ------------- | --------- |
| Австралия (ARIA) | 2× Платиновый | 140 000^  |
| Канада (Music Canada) | 4× Платиновый | 320 000   |
| Италия (FIMI) | Золотой       | 15 000*   |
| Япония (RIAJ) · Digital single | 2× Платиновый | 500 000*  |
| Мексика (AMPROFON) | Золотой       | 30 000*   |
| Новая Зеландия (RMNZ) | Платиновый    | 15 000*   |
| Республика Корея | —             | 798,673   |
| Великобритания (BPI) | Платиновый    | 600 000   |
| США (RIAA) | 4× Платиновый | 4 000 000 |
| * Данные о продажах приведены только на основе сертификации. · ^ Данные о тиражах приведены только на основе сертификации. · Данные о продажах + прослушиваниях приведены только на основе сертификации. |               |           |